# Singhalesen

Bevölkerungsanteil der Singhalesen in Sri Lanka nach der Volkszählung 2012

Die Singhalesen (von Singhalesisch සිංහල siṃhala) sind die vorherrschende ethnische Gruppe in Sri Lanka. Sie sprechen Singhalesisch (Sinhala), eine indoarische Sprache, die zur indogermanischen Sprachfamilie zählt. Die 15,2 Millionen Singhalesen in Sri Lanka stellen 74,9 Prozent der Bevölkerung der Insel (Volkszählung 2011). Die restliche Bevölkerung Sri Lankas setzt sich hauptsächlich aus den im Norden und Osten der Insel siedelnden Tamilen und den muslimischen Moors zusammen, die Tamil, eine dravidische Sprache, sprechen.

## Volksgruppen
Die Singhalesen werden in zwei Hauptgruppen eingeteilt: Die eine Gruppe bilden die Kandy-Singhalesen, die im Bergland ansässig sind und als eher traditionell und konservativ angesehen werden. Die andere Gruppe bilden die Singhalesen, die in der Tiefebene an der Küste Sri Lankas leben und denen eine kosmopolitischere und liberalere Einstellung nachgesagt wird, was auf ihre Beeinflussung durch die europäischen Kolonialmächte seit dem 16. Jahrhundert zurückgeführt wird.

## Religion
Die Singhalesen sind zum Großteil Anhänger des Theravada-Buddhismus, der jedoch stark durch den Hinduismus, aber auch vom Islam beeinflusst wurde.

## Sitten
Die singhalesischen Ehen sind normalerweise monogam. Traditionsgemäß gab es bei Eheschließungen keine Hochzeitszeremonie. Ein Mann und eine Frau begannen ohne offizielle Bestätigung, aber mit Einwilligung der Eltern, ein gemeinsames Leben. Heutzutage gibt es diese Art der Ehe selten, und die meisten Paare heiraten mit einer Zeremonie und unterzeichnen einen Ehevertrag.

## Ethnischer Konflikt
Seit dem Beginn der Unabhängigkeit der Insel im Jahr 1948 befinden sich die Singhalesen in einem Dauerkonflikt mit der tamilischen Minderheit; dieser führte dazu, dass 1983 der Bürgerkrieg in Sri Lanka ausbrach. Anfang 2003 wurde unter Vermittlung der UNO und der norwegischen Regierung ein offizieller Waffenstillstand zwischen den beiden Volksgruppen ausgehandelt. Dieser wurde allerdings 2006 von der Regierung aufgekündigt und die Kämpfe wurden wiederaufgenommen.
Am 19. Mai 2009 wurde der Bürgerkrieg schließlich nach dem endgültigen militärischen Sieg der sri-lankischen Armee und dem Tod Velupillai Prabhakarans sowie der gesamten Führungselite der LTTE von Präsident Mahinda Rajapaksa offiziell für beendet erklärt. Seither fanden keine Terroranschläge mehr statt. Dennoch wurden viele Tamilen, aber auch andere Oppositionelle, noch Jahre später durch sri-lankische Soldaten entführt, gefoltert und getötet.